# Březový lístek
Březový lístek (BL) je ocenění udělované v Česku a na Slovensku lidem, kteří se dobrovolně věnují činnosti s dětmi a mládeží. V současnosti má několik tisíc nositelů. www.brezovylistek.cz
Tradici udělování březových lístků založil v období druhého zákazu skautingu v 60. letech Jan Šimáně – Galén. Tradice se rozšířila a ustálila v období pražského jara, kdy mohla nakrátko fungovat legálně.
Lístky mají celkem dvanáct stupňů, rozlišených barvami od zelené po zlatou. Jejich udělování funguje na decentralizovaném pyramidovém principu – navrhovat a udělovat je může každý stávající držitel, přičemž pro získání příslušného stupně je třeba získat podpisy dalších stávajících držitelů. Síla každého podpisu je určena stupněm lístku jeho držitele. Pro daný stupeň lístku je nutno nasbírat podpisy v celkové síle desetinásobku tohoto stupně. První tři podpisy pochází od blízkých přátel navrhovaného, kteří ručí za jeho zásluhy.
Březové lístky nejsou vázány na konkrétní skupinu či organizaci; březové lístky tak používají např. Mladí ochránci přírody, členové Hnutí Brontosaurus, Duha, Pionýra, Asociace TOM, Junáka nebo domů dětí a mládeže a dalších středisek volného času. Mezi českými skauty toto ocenění funguje paralelně se systémem skautských vyznamenání. O propagaci myšlenky a výrobu odznaků se stará GN - Galénův Nadační fond.
Nositelé Březových lístků jsou dobrovolným, neoficiálním a „volným“ hnutím-společenstvím lidí, kteří vytvářejí dětem a mládeži podmínky, prostředí a programy pro hezké a prospěšné trávení jejich mimoškolního času – schůzkami, hrami, výpravami, tábory, kroužky dovednosti. Pracují pro ně a s nimi v nejrůznějších zájmových organizacích – ve skautských, turistických, pionýrských a mnoha dalších družinách, oddílech a skupinách organizací, sdružených v České radě dětí a mládeže, nebo často působících jinde (např. spontánní organizátoři dětských táborů či hasičského mládí). V nich plní „své“ zákony, sliby a programy. Při tom vyznávají a svým svěřencům vštěpují a upevňují přesvědčení, že jedním z nejdůležitějších prvků života je pevné, chápavé a tolerantní přátelství.
Propagátoři Březových lístků rozšiřují přátelství rozrůzněných přes pomyslné hranice působnosti jednotlivých společenství.

## Historie
V padesátých a šedesátých letech minulého století, kdy byla v naší republice zakázána činnost skautských a jiných organizací, řada nadšenců připravovala a podporovala spontánní sdružování a sebevýchovu dětí a mládeže v různých klubech, podněcovaných a usměrňovaných z redakcí některých časopisů.
Příkladem byly především čtenářské kluby Mladého hlasatele, které doznaly velkého rozmachu v tzv. první republice a krátce po roce 1945. Potřeba oceňovat příkladnou činnost v takových klubech a společenstvích byla pociťována na jejich instruktážních srazech, výrazně na setkání malých kolektivů na přelomu června a července 1965 v Prachovských skalách. Tam byla úspěšným frekventantům odborného kurzu vydána dopisovatelská oprávnění pro dětské a mládežnické časopisy, v lednu roku 1966 v Praze bylo poprvé uděleno pro činovníky malých kolektivů písemné ocenění „Přítel mikrokolektivu“, zatím bez symbolu březového lístku. Ocenění pro širší okruh osob začali udělovatelé vystavovat později, stále jen v podobě skrytě vypisovaných „dekretů“ – udělovacích listů na papíru, kůži, březové kůře či sušeném březovém lístku.
Na oceněních se objevoval stále častěji symbol BL, podporoval to i název neoficiálního neveřejného občasníku „Březová kůra“. Oceňování vzorných činovníků a členů malých kolektivů se rozrostlo takovou měrou, že bylo nutno dohodnout jeho odstupňování na JUN (pro juniory) a SEN (pro seniory). Pravidla udělování JUN byla písemně stanovena zpočátku pro jejich tři první stupně. Později byla k JUN připojena řada 9 ocenění SEN. Na kurzu pro malé dětské kolektivy, pořádaném v Bělči nad Orlicí ve dnech 28. června až 2. července 1966, byla definitivně uzavřena devítistupňová juniorská řada. O několik let později byla seniorská řada zkrácena na třístupňovou a namísto názvu SEN se vžilo označení Olympijská. Udělování olympijských BL začalo v roce 1980.
Dobrovolné uplatňování principů oceňování vybraných jedinců Březovým lístkem nabylo koncem šedesátých let minulého století takového rozmachu, že lze právem hovořit o širokém, nezávislém a dobrovolném hnutí (dále jen Hnutí BL).
V roce 1968, při tzv. Pražském jaru a při mohutném rozmachu práce a jejího oceňování v malých společenstvích zanikla nutnost BL tajit. Byl rychle uplatněn nápad zviditelnit ocenění BL kovovým odznakem. Byla zhotovena první legální raznice na výrobu osznaků a ty se rozšířily po celém tehdejším Československu, pyšnili se jimi členové Raketových posádek, Hlídek přírody, Dívčích klubů, Turistických rozvědek, ostravského oddílu BVÚ, Modré stovky, Kruhu optimistických rodin, Otevřeného kruhu a dalších organizací i společenství mimo ně.
Odznaky byly po opětovném zákazu Junáka státními orgány považovány za jeho propagaci, jejich veřejné nošení bylo považováno za provokaci. Raznice odznaku byla v redakci časopisu ABC mladých techniků a přírodovědců zabavena tehdejší StB a u ní také zmizela.
V roce 1979 byla ilegálně zhotovena druhá raznice odznaků v podobě, ve které se v podstatě používá do dnešních dní.